# أبو سفيان عبد الرازق
 أبو سفيان عبد الرازق (وُلِد في عام 1962), هو مواطن سوداني كندي تم القبض عليه في 23 يوليو 2006 كمؤيد للقاعدة وإرهابي.